# District de Türkmengala
Le district de Türkmengala est un district du Turkménistan situé dans la province de Mary. 
Son centre administratif est la ville de Türkmengala.

## Source
- (en) Cet article est partiellement ou en totalité issu de l’article de Wikipédia en anglais intitulé « Türkmengala District » (voir la liste des auteurs).